# Interrupció no emmascarable

Esquema d'interrupcions de maquinari

Interrupció no emmascarable (amb acrònim en anglès NMI), en ciències de la computació, és una interrupció de maquinari que les màscares estàndard d'interrupció no poden deshabilitar i, per tant, la NMI sempre serà servida a la seva rutina d'interrupció. Les NMI ocorren quan hi ha incidències o errors no recuperables del maquinari i que necessiten atenció immediata.